# Odd Iversen
Odd Iversen (Trondheim, 6 november 1945 – aldaar, 29 december 2014) was een Noors voetballer.
Iversen wordt beschouwd als een van de beste Noorse voetballers ooit. Hij werd vier keer topschutter in de Noorse Eredivisie(in 1967, 1968, 1969 en 1979). Hij is ook de recordhouder qua aantal doelpunten in één seizoen, met dertig doelpunten in achttien wedstrijden. In totaal maakte hij 158 doelpunten in de Noorse competitie.
Hij speelde vooral bij Rosenborg, verdeeld over drie periodes. Daartussen kwam hij uit voor Racing Mechelen en Vålerenga IF.
Hij is 45-voudig international en scoorde negentien keer voor het Noorse nationale elftal.
Odd Iversen was de vader van voetballer Steffen Iversen.
Hij overleed eind 2014 op 69-jarige leeftijd in zijn geboortestad.

## Erelijst
Rosenborg BK
- Landskampioen

1967, 1969